# Dolichopsis paraguariensis
Dolichopsis paraguariensis är en ärtväxtart som beskrevs av Emil Hassler. Dolichopsis paraguariensis ingår i släktet Dolichopsis och familjen ärtväxter. Inga underarter finns listade i Catalogue of Life.